# Imprimerie (constellation)
L'Imprimerie ou l'Atelier de Typographie (en latin : Officina Typographica) était une constellation située à l'est de Sirius, créée par Johann Elert Bode à la fin du XVIIIe siècle. Elle fut utilisée dans au moins un autre atlas stellaire, mais devint rapidement obsolète.